# مارکو بوسنیاک (موسیقی‌دان)
مارکو بوسنیاک (به انگلیسی: Marko Bošnjak) (زاده ۱۱ ژانویهٔ ۲۰۰۴) خواننده و ترانه‌سرا کروات-بوسنیایی است.
او نماینده کرواسی در یوروویژن ۲۰۲۵ است.